# Monticelliet

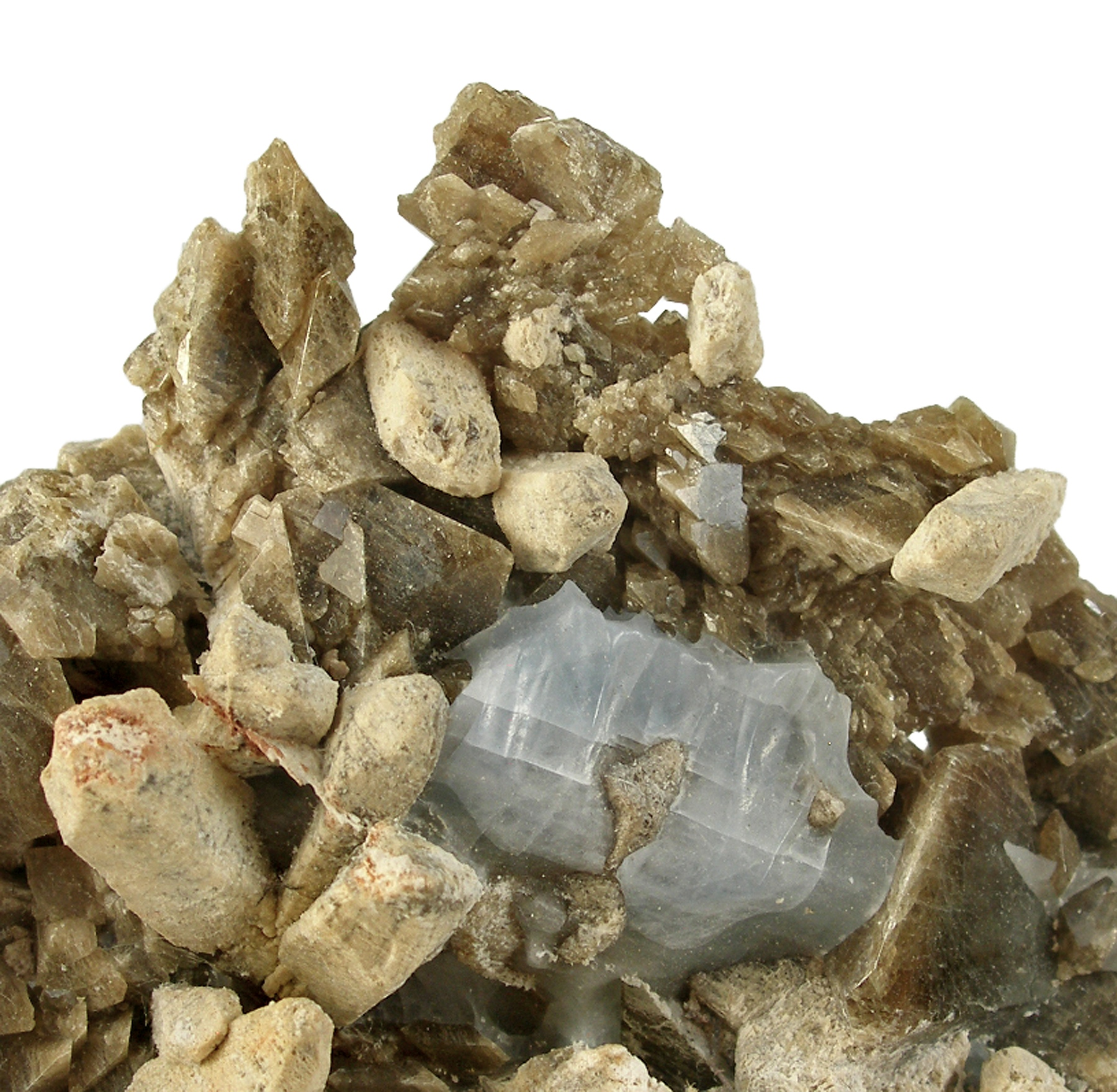
Monicelliet

Het mineraal monticelliet is een calcium-magnesium-silicaat met de chemische formule CaMgSiO4. Het behoort tot de nesosilicaten.

## Eigenschappen
Het doorzichtig kleurloze of (groen)grijze monticelliet heeft een glasglans, een witte streepkleur en een onduidelijke splijting volgens het kristalvlak [010]. De gemiddelde dichtheid is 3,2 en de hardheid is 5. Het kristalstelsel is orthorombisch en het mineraal is niet radioactief.

## Naamgeving
Het mineraal monticelliet is genoemd naar de Italiaanse mineraloog Teodoro Monticelli (1759 - 1846).

## Voorkomen
Het mineraal monticelliet komt met name voor in carbonatieten, silica-arme en carbonaat-rijke stollingsgesteenten. Het komt ook voor in skarns op het grensvlak van diorieten en het omringende gesteente. De typelocatie is de Magnet Cove, Hot Spring county, Arkansas, Verenigde Staten. Het wordt ook gevonden in de Crestmore groeve, Riverside county, Californië en in Oravit, Banat, Roemenië.